# Levir Culpi
Levir Culpi (sinh ngày 28 tháng 2 năm 1953) là một huấn luyện viên và cựu cầu thủ bóng đá người Brasil. Ông là người gốc Ý

## Sự nghiệp Huấn luyện viên
Levir Culpi đã dẫn dắt Atlético Paranaense, Internacional, Coritiba, Portuguesa, Cruzeiro, Cerezo Osaka, São Paulo, Palmeiras, Botafogo, Fluminense, Santos và Gamba Osaka.